# Dominik Kamionka
Dominik Kamionka (ur. 3 sierpnia 1882 w Chropaczowie, zm. 21 sierpnia 1919 w Chropaczowie) – polski żołnierz.
Urodził się w rodzinie robotniczej. Pracował w hucie "Hubertus". W 1919 był żołnierzem trzeciego pułku saperów 5 armii gen. Hallera. Nie angażował się w działania powstańcze, ponieważ zmarła jego żona. W nocy z 18 na 19 sierpnia 1919 został aresztowany, chociaż nie było już walk i nie miał przy sobie broni. Niemiecki sąd wojenny wydał na niego wyrok śmierci, który wykonano 21 sierpnia o 7:30 rano, przy torze kolejowym koło byłej kopalni "Śląsk" w Chropaczowie. Scenę tę obserwowali mieszkańcy domów.
Wieść o bezprawnym rozstrzelaniu żołnierza Wojska Polskiego rozeszła się po całej Polsce wywołując wzburzenie polskiej opinii publicznej, Rząd Polski wysłał notę protestacyjną do Berlina.